# Latinskoameriški plesi
Latinskoameriški plesi so se razvili v Braziliji in na Kubi, večinoma ob prihodu kolonialistov. Največkrat so mešanica plesnih ritmov in korakov, ki so jih prinašali   afriški črnci, južnoameriški Indijanci in evropski beli priseljenci. Črnci so začeli privzemati melodije Špancev in Portugalcev, vse se je pomešalo z ritmi Latinske Amerike in njihovimi nenavadnimi ritmičnimi instrumenti (claves, marake, itd). 
Za razliko od standardnih plesov plešemo latinskoameriške največkrat v odprti plesni drži, ki omogoča več izraznosti tako plesalcu kot plesalki, vendar je »partnering« tudi v tej zvrsti plesov odločilnega pomena za karakterizacijo posameznega plesa. Po tehniki so plesi zelo različni, tako po temperamentu kot plesnem izrazu, nosijo pa v sebi poseben čar. Od standardnih plesov se razlikujejo tudi po vrsti oblek.
Med latinsko-ameriške tekmovalne plese sodijo:
- samba
- cha-cha-cha
- rumba
- paso doble (ki je sicer iz Španije)
- jive, ki pa je severnoameriškega izvora.